# Nam Ninh
Nam Ninh (tiếng tráng: Namzningz; chữ Hán giản thể: 南宁; phồn thể: 南寧; pinyin: Nánníng) là một địa cấp thị, thủ phủ của Khu tự trị dân tộc Choang Quảng Tây ở miền nam Trung Quốc. Dân số vào năm 2018 là 7.254.100 người. Thành phố này nằm cách biên giới Việt Nam 180 km.

## Lịch sử
Tần Thủy Hoàng năm thứ 33 (214 TCN), nhà Tần thống nhất vùng Lĩnh Nam, lập ra các quận như Nam Hải, Quế Lâm, Tượng Quận; khi đó Nam Ninh thuộc quận Quế Lâm. Từ khi Hán Cao Tổ lên ngôi cho tới năm Nguyên Đỉnh thứ nhất thời Hán Vũ Đế (206 TCN tới 116 TCN) Nam Ninh là vùng đất thuộc nước Nam Việt. Từ năm Nguyên Đỉnh thứ 6 (111 TCN) thuộc về quận Úc Lâm. Thời Tam quốc, là vùng đất thuộc Đông Ngô, với tên gọi là huyện Lâm Phổ thuộc quận Úc Lâm, Quảng Châu và được gọi như thế cho đến hết thời Tây Tấn. Năm Đại Hưng thứ nhất thời Đông Tấn (318), tách khỏi quận Úc Lâm để lập ra quận Tấn Hưng, vẫn thuộc Quảng Châu, thủ phủ đặt tại huyện Tấn Hưng (nay thuộc khu đô thị Nam Ninh). Thành cổ Tấn Hưng là một trong những địa danh nổi tiếng nhất tại Nam Ninh.
Năm Khai Hoàng thứ 18 (598) thời nhà Tùy, đổi tên huyện Tấn Hưng thành huyện Tuyên Hóa, thủ phủ đặt tại thành Tuyên Hóa (nay thuộc khu đô thị Nam Ninh). Năm Trinh Quan thứ 6 (632) thời nhà Đường, khi Nam Tấn Châu đổi tên thành Ung Châu thì Tuyên Hóa là đô đốc phủ Ung Châu, như thế Nam Ninh đã trở thành trung tâm hành chính của địa khu Quế Tây Nam, vì thế Nam Ninh còn gọi vắn tắt là "Ung" ("Ung" bắt đầu xuất hiện trong Nguyên Hòa quận huyền chí thời Đường; năm Hàm Thông thứ 3 (862) Ung Châu quản lý Lĩnh Nam tây đạo, thủ phủ đặt tại huyện Tuyên Hóa, khi đó Nam Ninh trở thành thủ phủ của đơn vị hành chính tương đương với ngày nay là cấp tỉnh.
Năm Chí Nguyên thứ 16 (1279) thời nhà Nguyên, đổi Ung Châu thành lộ Ung Châu, gồm huyện Tuyên Hóa, Vũ Duyên, lập ra tổng quản phủ lộ Ung Châu, kiêm tả hữu lưỡng giang khê động trấn phủ, thuộc hành trung thư tỉnh Hồ Quảng; tháng 9 năm Thái Định thứ nhất (1324), để mừng cho việc biên cương phía nam quy phục, lộ Ung Châu được đổi tên thành lộ Nam Ninh (với ý nghĩa là yên ổn bờ cõi phương nam), tên gọi Nam Ninh bắt đầu có từ đây. Năm Chí Chính 23 (1363), hành trung thư tỉnh Hồ Quảng phân chia ra thành hành trung thư tỉnh Quảng Tây, lộ Nam Ninh thuộc về hành trung thư tỉnh Quảng Tây. Năm Hồng Vũ thứ nhất (1368) phế bỏ lộ Nam Ninh, lập phủ Nam Ninh. Huyện Tuyên Hóa thuộc về phủ Nam Ninh, thủ phủ đặt tại khu vực ngày nay thuộc khu đô thị Nam Ninh. Nhà Thanh duy trì tổ chức và tên gọi của thời Minh.
Tháng 3 năm Vĩnh Lịch thứ 2 (1648), Nam Ninh trở thành thủ đô của nhà Nam Minh cho tới tháng 7 cùng năm.
Tháng 7 năm thứ nhất Trung Hoa dân quốc (1912), phế bỏ huyện Tuyên Hóa và phủ Nam Ninh. Tới tháng 10 cùng năm, chính quyền tỉnh Quảng Tây dời thủ phủ từ Quế Lâm về Nam Ninh. Như thế Nam Ninh trở thành trung tâm tỉnh Quảng Tây. Tháng 10 năm 1936, thủ phủ tỉnh Quảng Tây lại dời về Quế Lâm và Nam Ninh trở thành hành chính giám đốc khu (khi đó gọi là khu 9). Tháng 10 năm 1939, thủ phủ tỉnh Quảng Tây lại từ Quế Lâm dời về Nam Ninh.
Tháng 1 năm 1950, thành lập thành phố Nam Ninh. Ngày 8 tháng 2 cùng năm, chính quyền nhân dân tỉnh Quảng Tây thành lập, xác định Nam Ninh là thủ phủ tỉnh này. Tháng 12 năm 1952, Nam Ninh là thủ phủ khu tự trị người Choang Quế Tây (năm 1956 đổi thành châu tự trị người Choang Quế Tây). Tháng 3 năm 1958, Khu tự trị người Choang Quảng Tây thành lập, Nam Ninh là thủ phủ của khu tự trị.

## Hành chính
Nam Ninh có 7 quận (市辖区, thị hạt khu), 4 huyện (县) và 1 thành phố cấp huyện (huyện cấp thị).
- Quận: Hưng Ninh (兴宁区), Thanh Tú (青秀区), Giang Nam (江南区), Tây Hương Đường (西乡塘区), Lương Khánh (良庆区), Ung Ninh (邕宁区), Vũ Minh (武鸣区)
- Thành phố cấp huyện: Hoành Châu (横州市)
- Huyện: Long An (隆安县), Mã Sơn (马山县), Thượng Lâm (上林县), Tân Dương (宾阳县)

| Hưng Ninh Thanh Tú Giang Nam Tây Hương Đường Lương Khánh Ung Ninh Vũ Minh Long An Mã Sơn Thượng Lâm Tân Dương Hoành Châu |             |                 |                    |               |                 |               |
| Tên gọi | Tiếng Trung | Bính âm Hán ngữ | Tiếng Tráng        | Dân số (2010) | Diện tích (km²) | Mật độ (/km²) |
| Quận nội thành |             |                 |                    |               |                 |               |
| Hưng Ninh | 兴宁区      | Xīngníng Qū     | Singhningz Gih     | 398.789       | 722,68          | 551,82        |
| Thanh Tú | 青秀区      | Qīngxiù Qū      | Cinghsiu Gih       | 709.721       | 865,27          | 820,23        |
| Giang Nam | 江南区      | Jiāngnán Qū     | Gyanghnanz Gih     | 567.999       | 1.183,26        | 480,03        |
| Tây Hương Đường | 西乡塘区    | Xīxiāngtáng Qū  | Sihsienghdangz Gih | 1.153.305     | 1.076,00        | 1.071,84      |
| Lương Khánh | 良庆区      | Liángqìng Qū    | Liengzcing Gih     | 344.768       | 1.368,88        | 251,86        |
| Ung Ninh | 邕宁区      | Yōngníng Qū     | Yunghningz Gih     | 259.721       | 1.230,73        | 211,03        |
| Quận ngoại ô |             |                 |                    |               |                 |               |
| Vũ Minh | 武鸣区      | Wǔmíng Qū       | Vujmingz Gih       | 544.478       | 3.388,91        | 160,66        |
| Huyện |             |                 |                    |               |                 |               |
| Long An | 隆安县      | Lóng'ān Xiàn    | Lungzanh Yen       | 300.215       | 2.305,59        | 130,21        |
| Mã Sơn | 马山县      | Mǎshān Xiàn     | Majsanh Yen        | 390.900       | 2.340,76        | 167,00        |
| Thượng Lâm | 上林县      | Shànglín Xiàn   | Sanglinz Yen       | 343.590       | 1.871,00        | 183,64        |
| Tân Dương | 宾阳县      | Bīnyáng Xiàn    | Binhyangz Yen      | 782.255       | 2.298,17        | 340,38        |
| Thành phố cấp huyện |             |                 |                    |               |                 |               |
| Hoành Châu | 横州市      | Héngzhōu Shì    | Hwngzcouh Si       | 863.001       | 3.448,06        | 250,29        |
| Tổng cộng | Tổng cộng   | Tổng cộng       | Tổng cộng          | 6.658.742     | 22.099,31       | 301,30        |

## Kinh tế

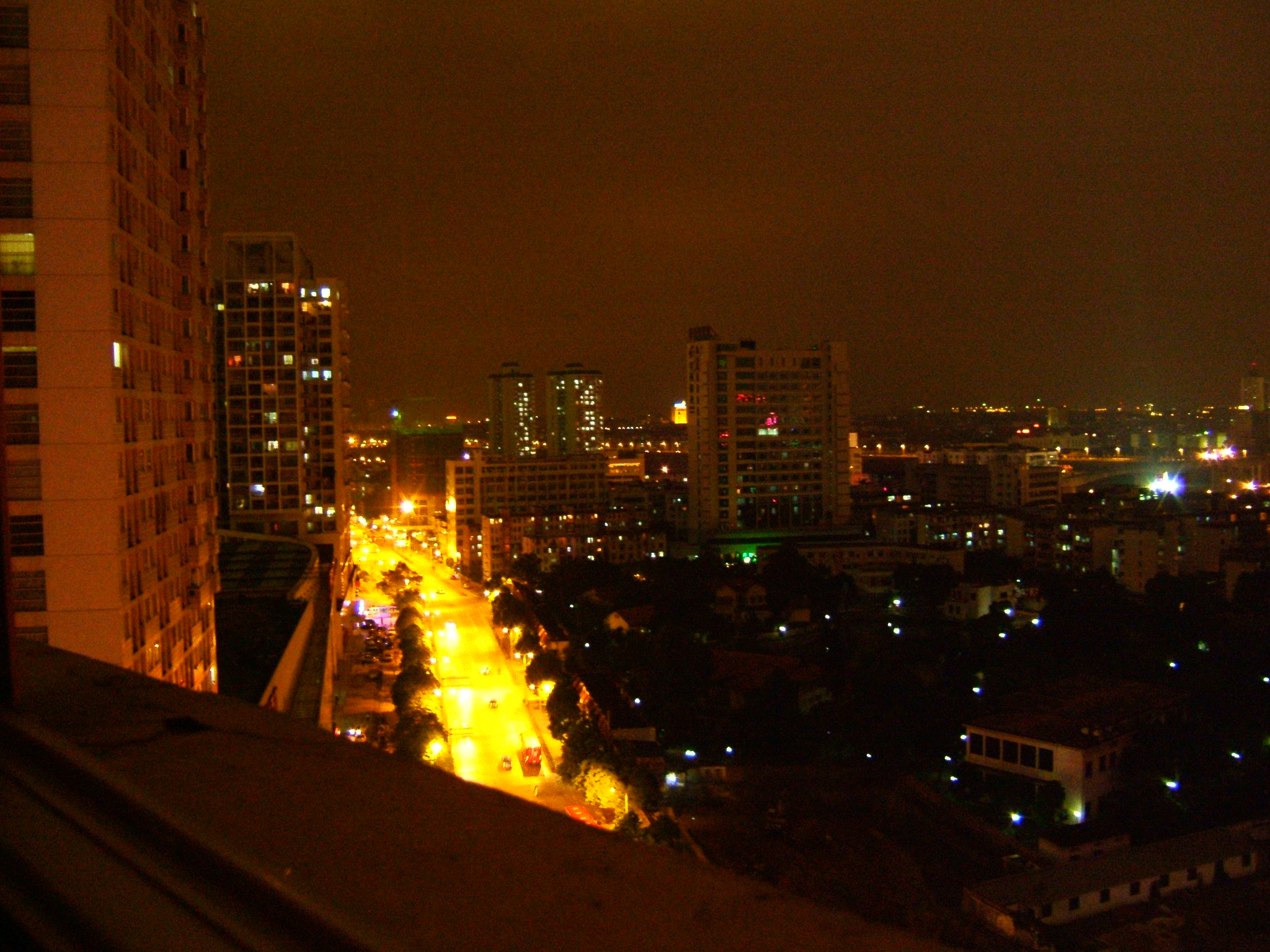
Nam Ninh về đêm

GDP năm 2004 58,8 tỷ NDT, tăng 13% so với năm 2003. GDP đầu người 16.121 NDT (tương đương 1.950 USD), năm 2003, xếp thứ 116/659 thành phố của Trung Quốc. Xuất khẩu năm 2004 đạt 5 tỷ USD. Nam Ninh có quặng: vàng, sắt, mangan, nhôm, thạch anh, bạc, than, đá cẩm thạch.
Nam Ninh có 6 khu phát triển (开发区, khai phát khu) là:
- Khu phát triển công nghệ cao Nam Ninh DZ (南宁高新技术产业开发区)
- Khu phát triển kinh tế công nghệ Nam Ninh DZ (南宁经济技术开发区)
- Khu đầu tư Hoa kiều Nam Ninh (南宁华侨投资区)
- Khu nghỉ mát thắng cảnh núi Thanh Tú Nam Ninh (南宁青秀山风景名胜旅游区)
- Khu Tân Hồ Tương Tư Nam Ninh (南宁相思湖新区)
- Khu công nghiệp Lục Cảnh Nam Ninh (南宁六景工业园区).

### Giao thông
- Ga Nam Ninh

### Du lịch
Nam Ninh là nơi trung chuyển khách đến tham quan Quế Lâm nổi tiếng, thăm các làng dân tộc thiểu sô ở Bắc và Tây Quảng Tây và khách Trung Quốc sang thăm Việt Nam bằng đường bộ.

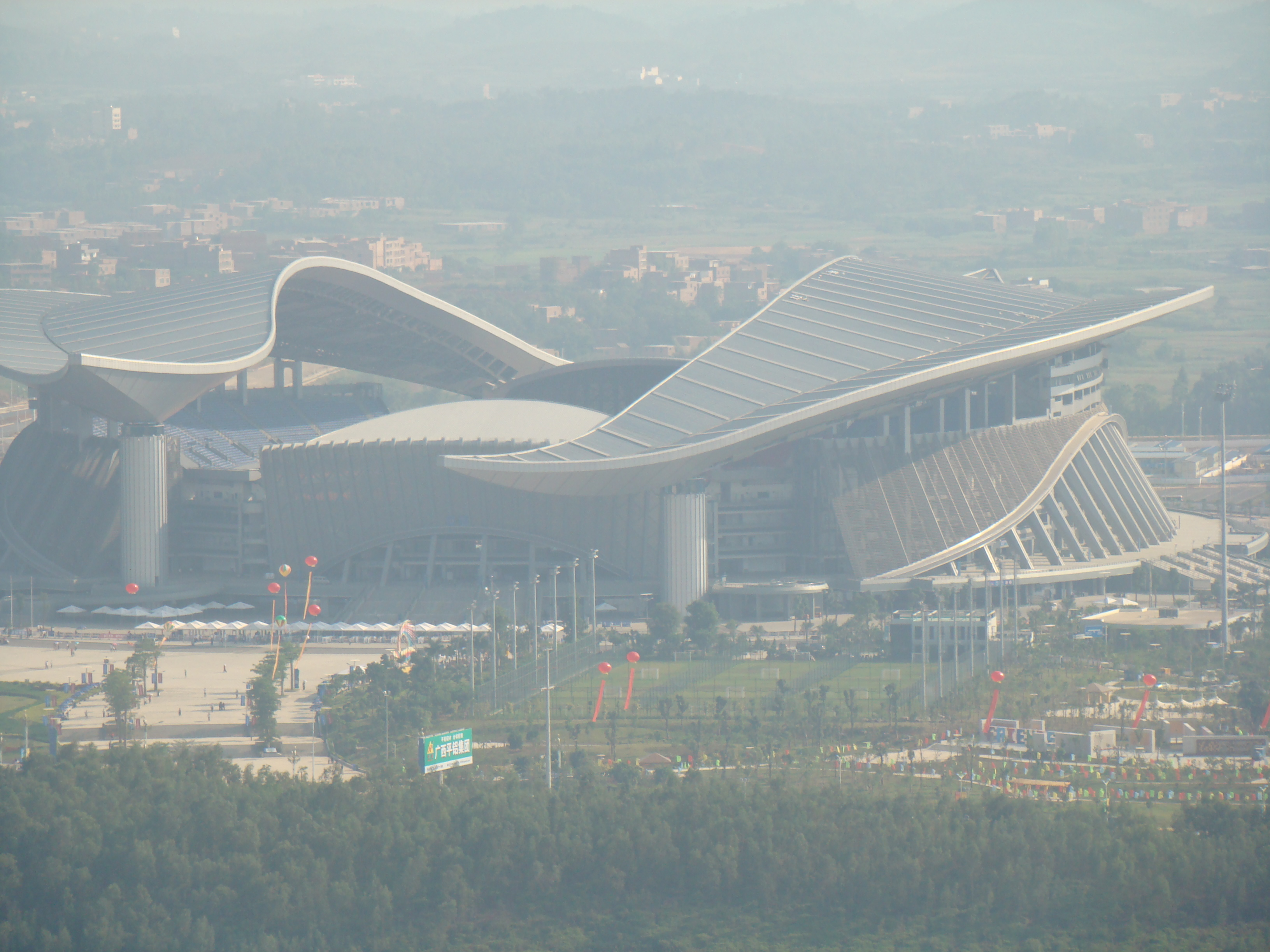
Sân vận động Quảng Tây- nơi diễn ra Hội chợ Triển lãm Trung Quốc –ASEAN lần thứ 8, 2011

## Văn hóa

### Các trường đại học
- Đại học Quảng Tây (广西大学) (thành lập năm 1928)
- Đại học Y khoa Quảng Tây (广西医科大学)
- Đại học Dân tộc Quảng Tây (广西民族大学)
- Học viện Sư phạm Quảng Tây (广西师范学院) (thành lập năm 1953)
- Đại học Đông y dược Quảng Tây (广西中医药学院)
- Học viện Nghệ thuật Quảng Tây (广西艺术学院)
- Học viện Kinh tế Tài chính Quảng Tây (广西财经学院)
- Học viện Giáo dục Quảng Tây(广西教育学院)